# Ајланд Вок (Флорида)
Ајланд Вок (енгл. Island Walk) насељено је место без административног статуса у америчкој савезној држави Флорида.

## Демографија
По попису из 2010. године број становника је 3.035.
| Група             | 2000.    | 2010.         |
| Белци             | 0 (0,0%) | 2.814 (92,7%) |
| Афроамериканци    | 0 (0,0%) | 28 (0,9%)     |
| Азијати           | 0 (0,0%) | 36 (1,2%)     |
| Хиспаноамериканци | 0 (0,0%) | 138 (4,5%)    |
| Укупно            | 0        | 3.035         |